# Emmanuel Adebayor
Sheyi Emmanuel Adebayor, född 26 februari 1984 i Lomé, är en före detta togolesisk fotbollsspelare (anfallare) som spelade senast för den togolesiska klubben Semassi.

## Klubblagskarriär
Adebayor slog igenom i den franska ligan i Metz och AS Monaco i början på 2000-talet. Mellan 2006 och 2009 spelade Adebayor i Arsenal FC, där han under säsongen 2007-2008 gjorde 30 mål på 48 matcher. 
Inför säsongen 2009-2010 värvades han av Manchester City för 25 miljoner pund. Under sin första säsong i klubben gjorde han 14 ligamål på 26 matcher. Nästkommande säsong fick han mindre speltid och i januari 2011 lånades han ut till Real Madrid för resten av säsongen. Där han den 20 april 2011 vann Copa del Rey efter en 1-0-seger i finalen mot ärkerivalen FC Barcelona.
Efter en ömsesidig överenskommelse avslutades Adebayors kontrakt med Tottenham den 13 september 2015. Den 26 januari 2016 meddelade Crystal Palace att de kontrakterat Adebayor för resten av säsongen. Men den 18 maj samma år så meddelade Crystal Palace att hans kontrakt skulle gå ut och Adebayor inte hade för avsikt att skriva på ett nytt.
Han medverkade i VM 2006. Adebayor vann skytteligan i det afrikanska kvalet till turneringen. Han vann också Afrikas bästa spelare 2008

## Statistik i klubblagssammanhang
| Säsong  | Klubb               | Liga           | Ligamatcher (Totalt) | Ligamål (Totalt) |
| ------- | ------------------- | -------------- | -------------------- | ---------------- |
| 2001/02 | FC Metz             | Ligue 1        | 10 (10)              | 2 (2)            |
| 2002/03 | FC Metz             | Ligue 1        | 34 (34)              | 13 (13)          |
| 2003/04 | AS Monaco           | Ligue 1        | 31 (40)              | 8 (8)            |
| 2004/05 | AS Monaco           | Ligue 1        | 35 (45)              | 9 (11)           |
| 2005/06 | AS Monaco           | Ligue 1        | 13 (15)              | 1 (1)            |
| 2005/06 | Arsenal             | Premier League | 13 (13)              | 4 (4)            |
| 2006/07 | Arsenal             | Premier League | 29 (44)              | 8 (12)           |
| 2007/08 | Arsenal             | Premier League | 36 (49)              | 24 (30)          |
| 2008/09 | Arsenal             | Premier League | 27 (38)              | 10 (16)          |
| 2009/10 | Manchester City     | Premier League | 26 (31)              | 14 (14)          |
| 2010/11 | Manchester City     | Premier League | 8 (12)               | 1 (5)            |
| 2010/11 | Real Madrid (lån)   | La Liga        | 14 (22)              | 5 (8)            |
| 2011/12 | Tottenham (lån)     | Premier League | 33 (37)              | 17 (18)          |
| 2012/13 | Tottenham           | Premier League | 25 (34)              | 5 (8)            |
| 2013/14 | Tottenham           | Premier League | 21 (25)              | 11 (14)          |
| 2014/15 | Tottenham           | Premier League | 13 (17)              | 2 (2)            |
| 2015/16 | Crystal Palace      | Premier League | 12 (15)              | 1 (1)            |
| 2016/17 | İstanbul Başakşehir | Süper Lig      | 11 (16)              | 6 (7)            |
| 2017/18 | İstanbul Başakşehir | Süper Lig      | 30 (36)              | 15 (17)          |
| 2018/19 | İstanbul Başakşehir | Süper Lig      | 19 (24)              | 3 (4)            |
| 2019/20 | Kayserispor         | Süper Lig      | 8 (8)                | 2 (2)            |
| Total   | Total               | Total          | 449 (587)            | 161 (205)        |